# Minuit sur le grand canal
Pour plus de détails, voir Fiche technique et Distribution.
Minuit sur le grand canal (titre original : The Venetian Affair) est un film américain réalisé par Jerry Thorpe, sorti en 1967. Il s'agit de l'adaptation du roman On a voulu assassiner le président (The Venetian Affair) d'Helen MacInnes, publié en 1963.

## Synopsis
Bill Ferner, ancien agent de la CIA, devenu journaliste solitaire et pessimiste, est envoyé à Venise afin enquêter sur l'attentat suicide d'un diplomate américain lors d'une conférence de paix.
Le chef de la CIA, Frank Rosenfeld, demande à Ferner de reprendre du service car l'ex-femme de ce dernier, Sandra Fane, fait partie des suspects de l'affaire. Ferner découvre qu'un rapport, tenu secret, du Dr Vaugiroud pourrait être la clé de l'énigme, mais sa vie et celle de Sandra est menacée lorsqu'il se retrouve aux mains d'un certain Wahl.

## Fiche technique
- Titre : Minuit sur le grand canal
- Titre original : The Venetian Affair
- Réalisation : Jerry Thorpe
- Scénario : E. Jack Neuman (en), d'après le roman d'Helen MacInnes
- Photographie : Milton Krasner et Enzo Serafin (prises de vues additionnelles à Venise)
- Direction artistique : Leroy Coleman et George W. Davis
- Décors : Henry Grace et Hugh Hunt
- Tournage : 1966 - Venise, Vénétie, Italie
- Musique : Lalo Schifrin
- Montage : Henry Berman
- Production : E. Jack Neuman (en), Jerry Thorpe et Lloyd Richards (en)
- Société de production : Jerry Thorpe Productions et Metro-Goldwyn-Mayer
- Sociétés de distribution : MGM
- Pays de production :  États-Unis
- Langue originale : Anglais
- Format : Couleur (Metrocolor) - 2.35:1 (Panavision) - Son : Photophone (Westrex)
- Genre : Espionnage, Thriller, Action
- Durée : 92 minutes
- Dates de sortie : 
  - Royaume-Uni : 24 novembre 1966 (Londres)
  - États-Unis : 4 janvier 1967 (Oakland)
  - États-Unis : 18 janvier 1967 (New York)
  - France : 5 juillet 1967

## Distribution
- Robert Vaughn (VF : Michel Roux) : Bill Fenner
- Elke Sommer (VF : Jacqueline Carrel) : Sandra Fane
- Felicia Farr (VF : Rolande Forest) : Claire Connor
- Karlheinz Böhm (VF : Bernard Noel) : Robert Wahl
- Boris Karloff (VF : Jean Violette) : Dr. Pierre Vaugiroud
- Roger C. Carmel (VF : William Sabatier) : Mike Ballard
- Luciana Paluzzi (VF : Nelly Benedetti) : Giulia Almeranti
- Edward Asner (VF : André Valmy) : Frank Rosenfeld
- Joe de Santis (VF : Lucien Bryonne) : Jan Aarvan
- Fabrizio Mioni : Russo
- Wesley Lau (VF : Michel Gudi) : Neill Carlson
- Bill Weiss : Goldsmith

### Non-crédités
- Don Ames : Journaliste
- Don Anderson : Garde
- Argentina Brunetti : Religieuse
- Dick Cherney : Agent
- Gene Coogan : Scientifique
- George DeNormand (en) : Diplomate
- Joe Evans : Serveur
- Rudy Germane : Patron du restaurant
- James Gonzalez : Passager de l'avion
- Bhupesh Guha : Diplomate
- Vinton Hayworth : Physicien
- Robert Hitchcock : Agent
- S. John Launer (en) : Mr. Pennyman
- Jim Michael : Policier
- E. Jack Neuman (en) : Prentiss
- Emma Palmese : Réceptionniste
- Murray Pollack : Garde
- Jose Portugal : Policier
- Tony Regan : Diplomate
- Hank Robinson : Passager de l'avion
- Victor Romito : Policier
- Danny Truppi : Scientifique
- Richard Vitagliano : Contremaître

## Réception
Bosley Crowther du New York Times écrit : « C'est une photo totalement insensée et chic d'un photographe de journal américain impliqué dans une intrigue internationale à Venise qui a quelque chose à voir avec l'obtention d'un rapport secret. [...] De belles photographies couleur à Venise sont le seul avantage de ce film, basé sur un roman d'Helen MacInnes».
Variety écrit : « Ce qui était censé être une approche sous-estimée devient une pause maladroite et dénuée de sens, renforcée par un dialogue ennuyeux ».